# Razzia van 20 juni 1943

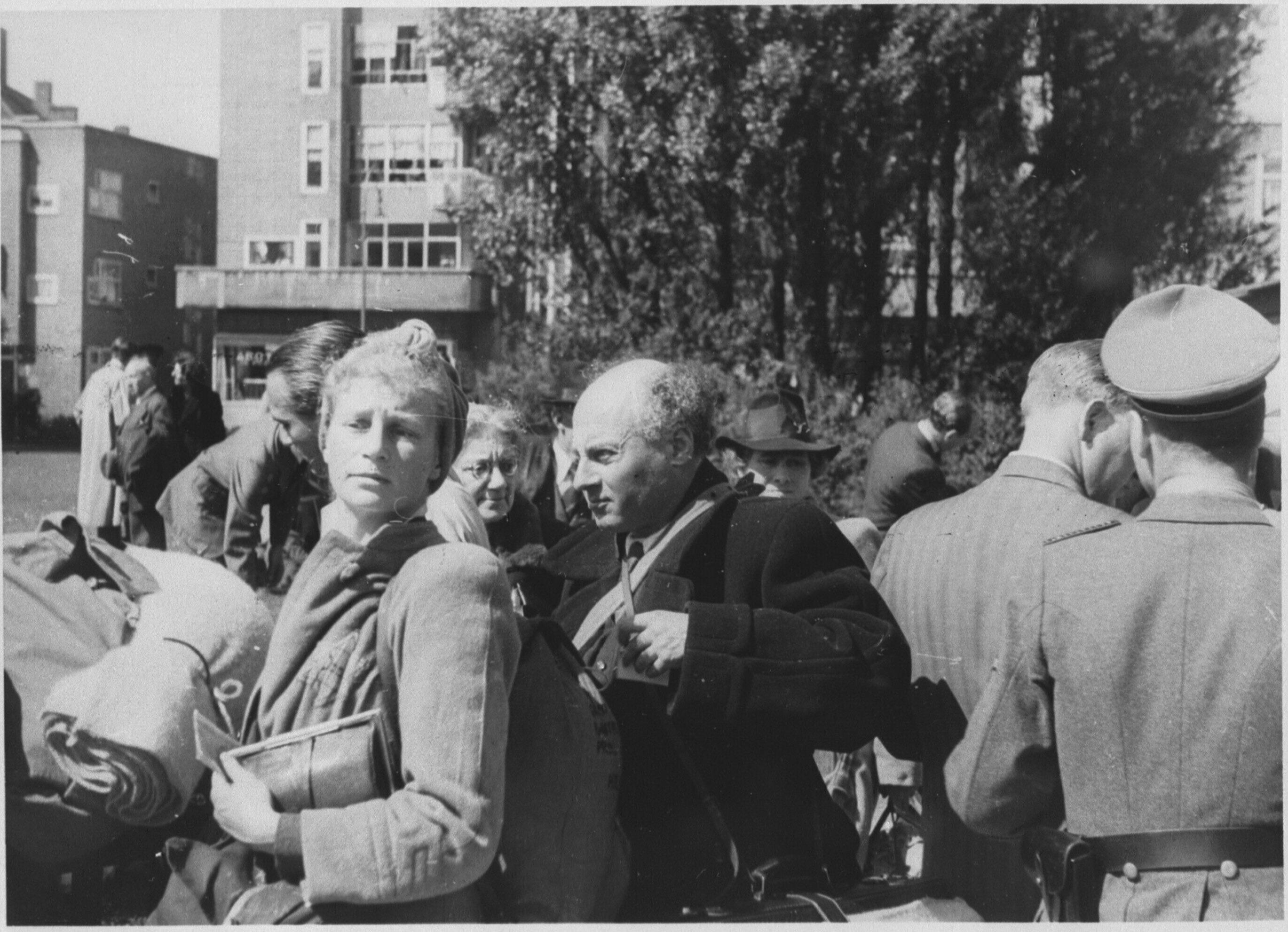
Amsterdamse joden op het Daniël Willinkplein in afwachting van deportatie naar kamp Westerbork, 20 juni 1943

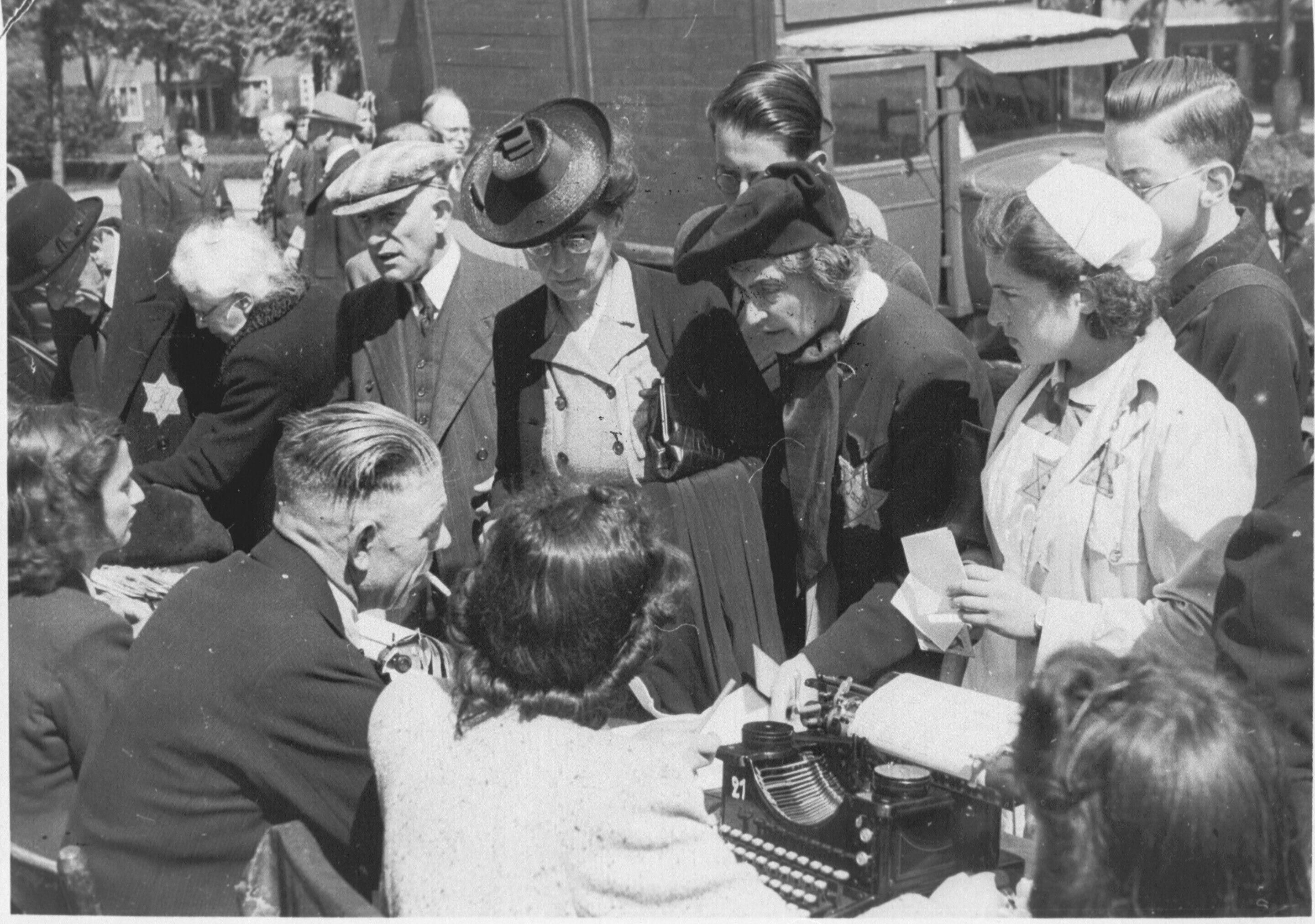
Medewerkers van de kampadministratie van kamp Westerbork schrijven Joden in op het Olympiaplein in Amsterdam

De grote razzia van juni 1943 was een razzia op zondag 20 juni 1943 in Amsterdam. Tijdens deze razzia werden 5542 Joden  opgepakt en per trein naar Kamp Westerbork getransporteerd. 

## Geschiedenis
Eerder was al de Jodenbuurt ontruimd en Joden werden gedwongen zich te huisvesten in Amsterdam-Oost. Omdat eerdere razzia's onvoldoende resultaat hadden besloot de Duitse bezetter deze razzia in het geheim voor te bereiden. Vroeg in de ochtend werd Amsterdam-Zuid en de Transvaalbuurt in Amsterdam-Oost compleet afgesloten. Met luidsprekerwagens werd de Joodse bevolking naar de verzamelpunten Daniel Willinkplein, Sarphatipark en Olympiaplein gedreven. Door de speciaal uit kamp Westerbork overgekomen administratie werden de persoonsgegevens verwerkt. Met trams werden ze vervolgens naar het treinstation Muiderpoort gebracht. Hiervandaan vertrokken zij om drie uur met een lange passagierstrein en kwamen om negen uur in de avond in Kamp Westerbork aan. Vanuit Kamp Westerbork werden ze de weken erna via goederentreinen naar concentratiekampen in Polen getransporteerd waar velen direct bij aankomst vermoord werden. 
De collaborerende fotograaf Herman Heukels kreeg de opdracht die dag foto's te maken. Daardoor zijn er veel beelden bekend van de betreffende razzia van 20 juni 1943.
Een deel van de medewerkers van de Joodsche Raad bleef nog in Amsterdam achter. Tijdens de razzia van 29 september 1943 werden zij met 2000 andere Joden opgepakt en afgevoerd. Amsterdam werd 'Jodenvrij' verklaard.
De razzia werd in 2022 herdacht door de plaatsing van Schaduwen van Ram Katzir, aangebracht in het plaveisel van het Olympiaplein. 